# Viola hallii
Viola hallii (Sedum morganianum) — вид рослин родини Товстолисті.

## Назва
В англійській мові має назву «орегонська фіалка» (англ. oregon violet). 

## Опис
Рослна 5–22 см заввишки. Квіти мають три кремово-білих пелюстки та дві верхні фіолетові.

## Поширення та середовище існування
Рідкісна рослина, що зростає у західних штатах США в лісах на висоті 300-1850 м.

## Галерея

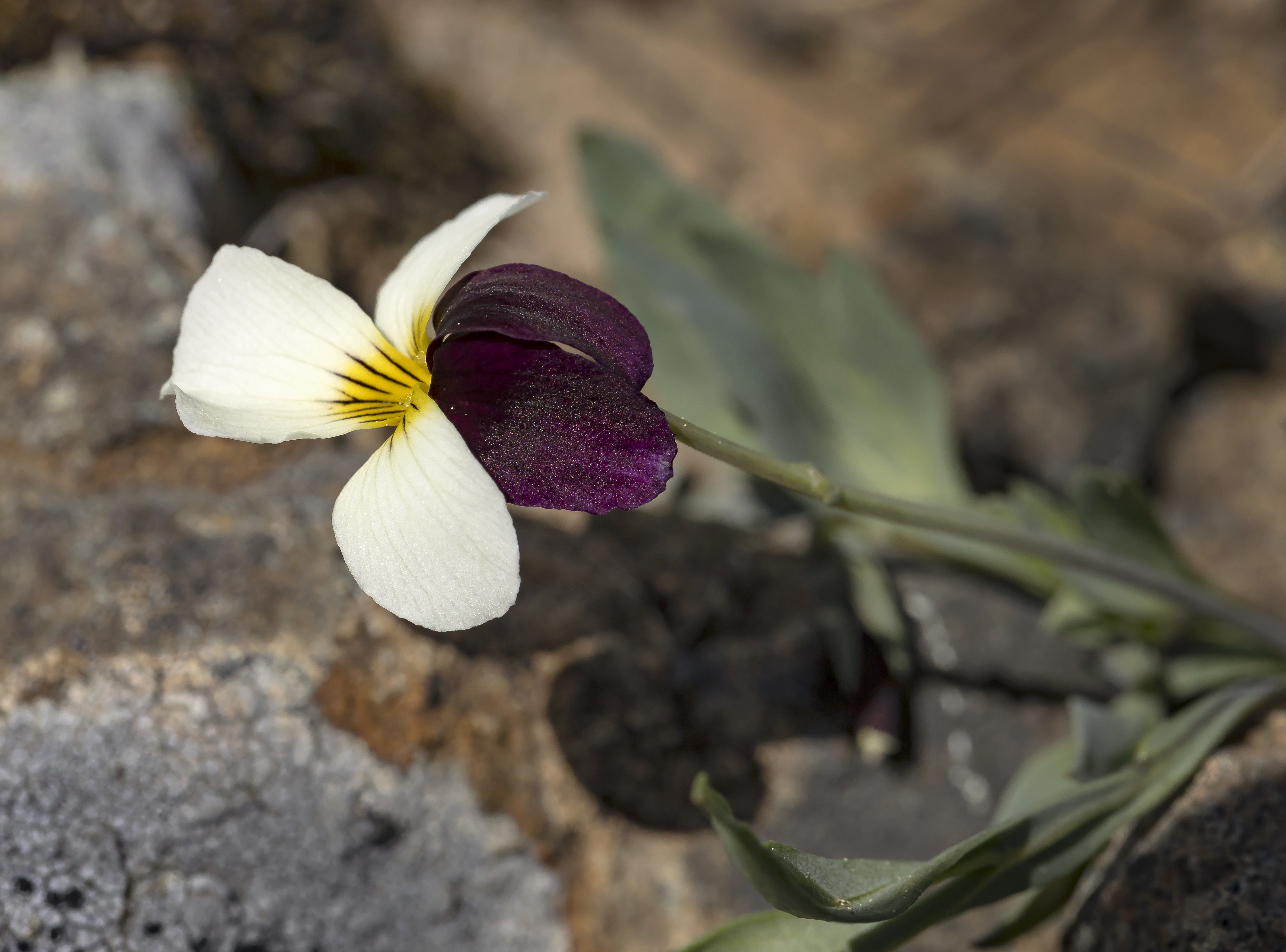